# Hejcei Nemzetközi Alkotótábor
A Hejcei Nemzetközi Alkotótábort 1991-ben alapította Horváth János nyíregyházi festőművész, egyetemi tanár. Művészeti vezetését a későbbiekben, a kilencvenes évek közepétől a miskolci Kavecsánszki Gyula, majd a nagybányai Dudás Gyula festőművészek vállalták el.

## Története
Húsz éve önkormányzati támogatással folyamatosan működik, magyarországi és külföldi meghívott képzőművészek látogatják, az itt készült alkotásokat több magyarországi településen és külföldön rendezett tárlatok alkalmával ismerhették meg az érdeklődők. A 2010-es jubileumi ünnepségek kapcsán album és CD készült a tábor 20 éves történetéről. A tábor fő vonala a "nagybányai" tájképalkotás, illetve a művészek a saját stílusukban alkotnak. A hejcei repülőgép-szerencsétlenség is témát szolgált egy időben a tábornak.

## Jelenlegi résztvevők

### Örökös tagok
- Craciun Gheorghe
- Craciun Judit
- Dudás Gyula
- Kiss László
- Mercea Ioan
- Mester András
- Muhi Sándor

### További résztvevők
- Balázs Károly
- Boleman Bence Zoltán
- Debrey Éva
- Éles Bulcsú
- H. Csongrády Márta
- Rotaru Remus
- Vassy Erzsébet